# Xerraire de Travancore
El xerraire de Travancore (Montecincla meridionalis) és un ocell de la família dels leiotríquids (Leiothrichidae).

## Hàbitat i distribució
Habita taques forestals i matolls al sud de Kerala i de Tamil Nadu, als Ghats Orientals de l'Índia sud-occidental.